# Mauger de Corbeil
Mauger de Corbeil (c. 963-1040) fue un noble normando, conde de Mortain y de Corbeil por su matrimonio (iure uxoris) con Germaine de Corbeil (1012), hija de Aymon [Albert] de Corbeil (c. 955) y su esposa Elizabeth (cuñada de Hugo el Grande). Tercer hijo de Ricardo I de Normandía y su esposa Gunnora de Crepon. Primer referente de la familia de Granville.
Guillermo de Jumièges cita que Roberto II de Normandía envió a su tío Mauger para ayudar a Enrique I de Francia contra la rebelión iniciada por su madre, Constanza de Arlés.
La relación de la casa de Normandía y de Corbeil ya se gestó cuando Luis IV de Francia, con la ayuda de Hugo el Grande, en el año 945 hizo la guerra a los normandos. Bernard el Danés llamó en su ayuda a Harald Blåtand, rey de Dinamarca y el rey Luis fue derrotado. Se firmó la paz y Ricardo obtuvo una nueva concesión de territorio. Osmond de Centeville entonces organizó hábilmente un matrimonio entre el joven duque y Esmé, hija de Hugo el Grande, conde de París, y Hedwige de Sajonia.

## Herencia
De su relación con Germaine Bassenville de Corbeil, nacieron varios hijos:
- Guillermo Berlac de Corbeil (c. 1001-27 de mayo de 1067), conde de Corbeil y Avranches;[4] Acusado falsamente en la rebelión ricardista contra Guillermo el Bastardo, fue despojado de sus propiedades. Probó fortuna en Apulia con su primo Roberto Guiscardo, recibiendo el señorío de Banestere en Calabria.[5]
- Hamon Dentatus;
- Waldron [Waldonius] de Saint-Clair.

De una relación con Hedwig Coeur en Augé (n. 990), nació Renaud de Corbeil.